# Volet Windows
Chronologie des versions
Active Desktop
Le Volet Windows (en anglais Windows Sidebar) est un widget de bureau inclus dans Windows Vista et Windows 7, sorti officiellement le 30 janvier 2007 pour le grand public. Windows Sidebar se présente sous forme de barre latérale présente à droite de l'écran par défaut. Il est également possible d'ajouter différents widgets sur le bureau Windows.
Depuis juillet 2012, Microsoft déconseille l'utilisation de cette fonctionnalité en raison de failles de vulnérabilité et ne propose plus aucun gadget en téléchargement. Il est même conseillé de désactiver cette fonctionnalité.